# NGC 1656
NGC 1656 (również PGC 15949) – galaktyka soczewkowata (S0-a), znajdująca się w gwiazdozbiorze Erydanu. Odkrył ją John Herschel 10 lutego 1830 roku.